# تشارلز إرنست ويليام براينت
تشارلز إرنست ويليام براينت (بالإنجليزية: Charles Ernest William Bryant)‏ هو عالم طيور أسترالي، ولد في 1902، وتوفي في 1960.